# 瓦萨奇-卡什国家森林
瓦萨奇-卡什国家森林（英語：Wasatch-Cache National Forest）是一座美国国家森林，面积1,607,177英畝（6,504.01平方），主要位于犹他州北部地区（占81.23%），剩下小部分位于爱达荷州东南部（占16.42%）和怀俄明州西南部（占2.35%）。森林名自尤特语“Wasatch”（瓦萨奇），指的是高山间的盆地，以及法语词“Cache”（卡什），意味躲藏。其中“Cache”原本是指欧洲人初次访问此地时，为了皮草而设下的捕捉陷阱。